# Le Châtellier (Ille i Vilaine)
Le Châtellier (en bretó Kasteller, en gal·ló Le Chastelier) és un municipi francès, situat a la regió de Bretanya, al departament d'Ille i Vilaine. L'any 2006 tenia 386 habitants.

## Demografia
| 1962                                       | 1968 | 1975 | 1982 | 1990 | 1999 |
| ------------------------------------------ | ---- | ---- | ---- | ---- | ---- |
| 562                                        | 561  | 444  | 407  | 407  | 393  |
| Des de 1962: població sense dobles comptes |      |      |      |      |      |

## Administració
| Període   | Identitat        | Partit |
| --------- | ---------------- | ------ |
| 2001-2008 | Jean-Marie Lucas |        |
| 2008-     | Pierre Sourdin   |        |